# سالکومب
latitudeسالکومبlongitudeسالکومب
سالکومب (به انگلیسی: Salcombe) یک شهرک در بریتانیا است که در انگلستان واقع شده‌است.

## نگارخانه

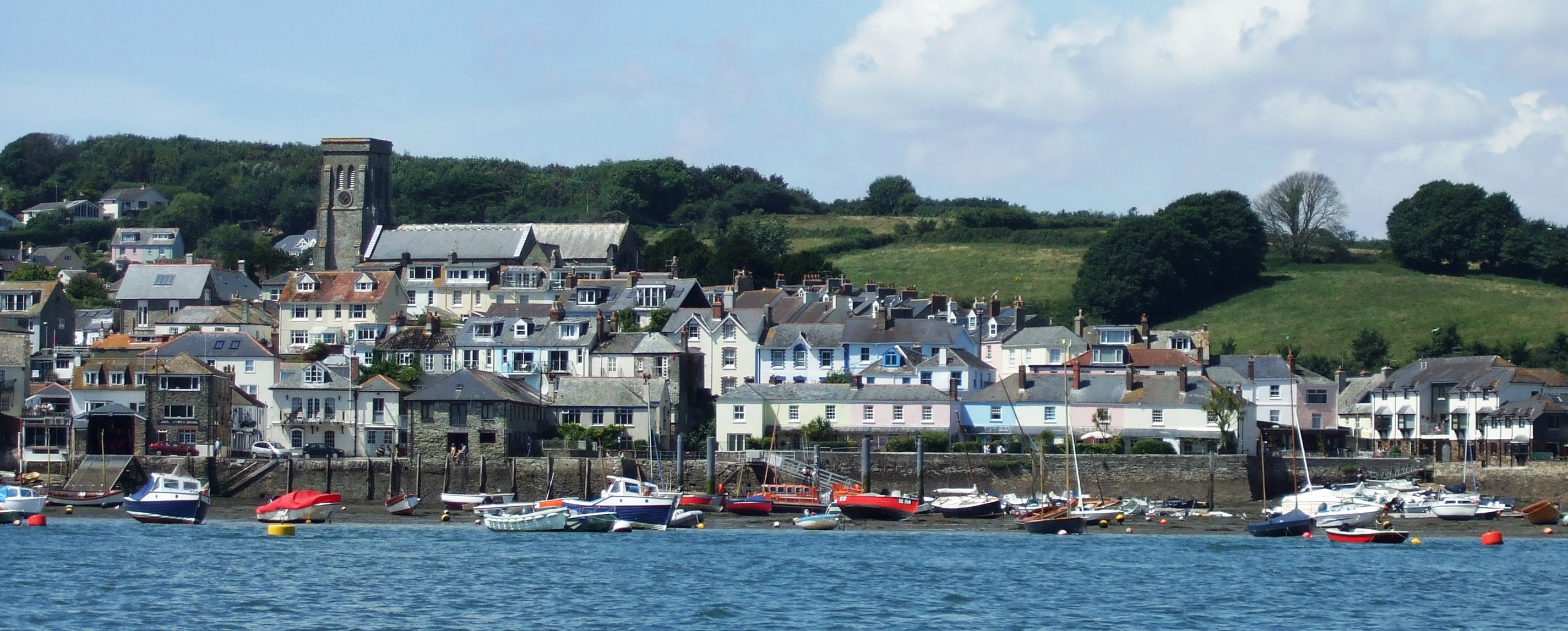
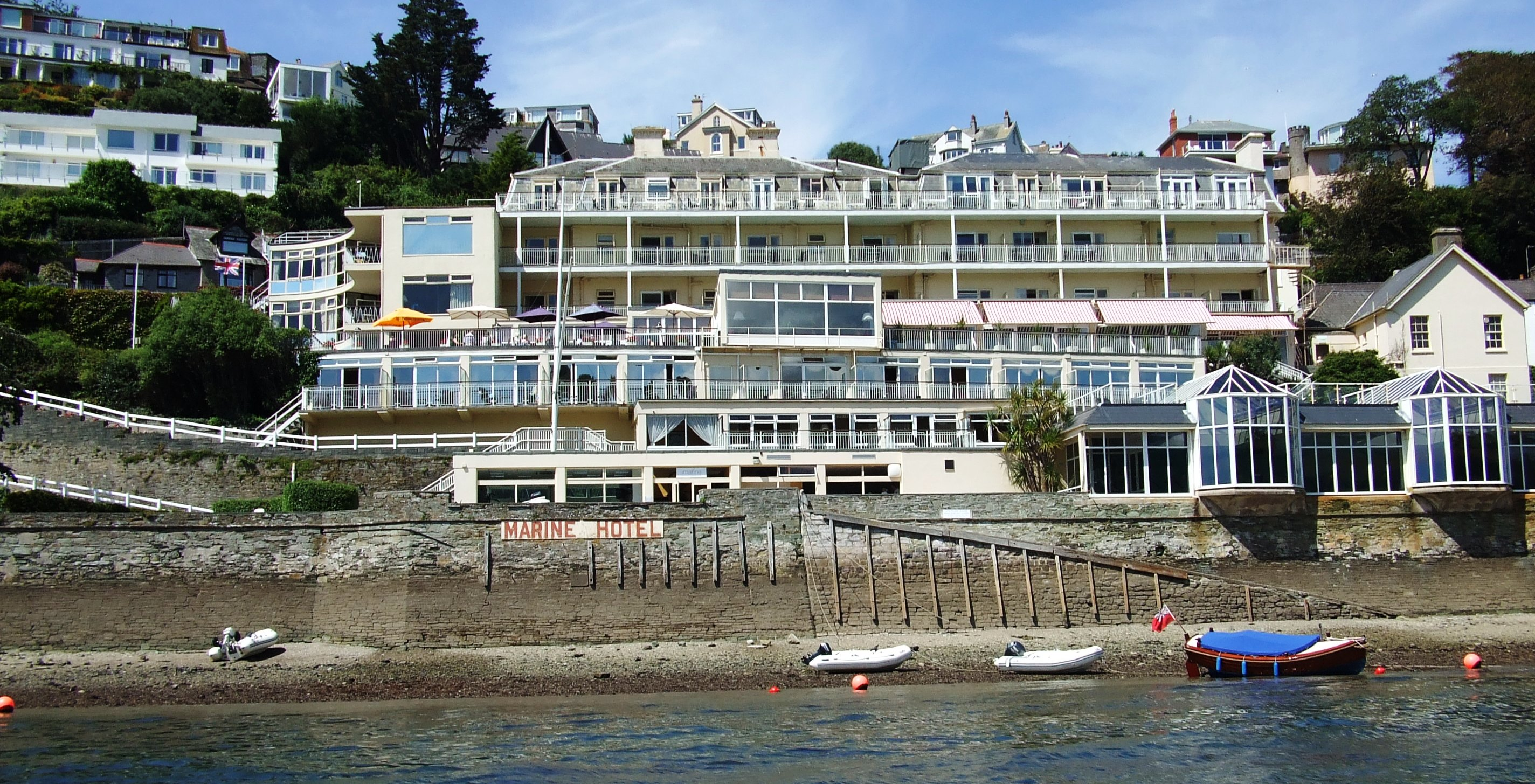
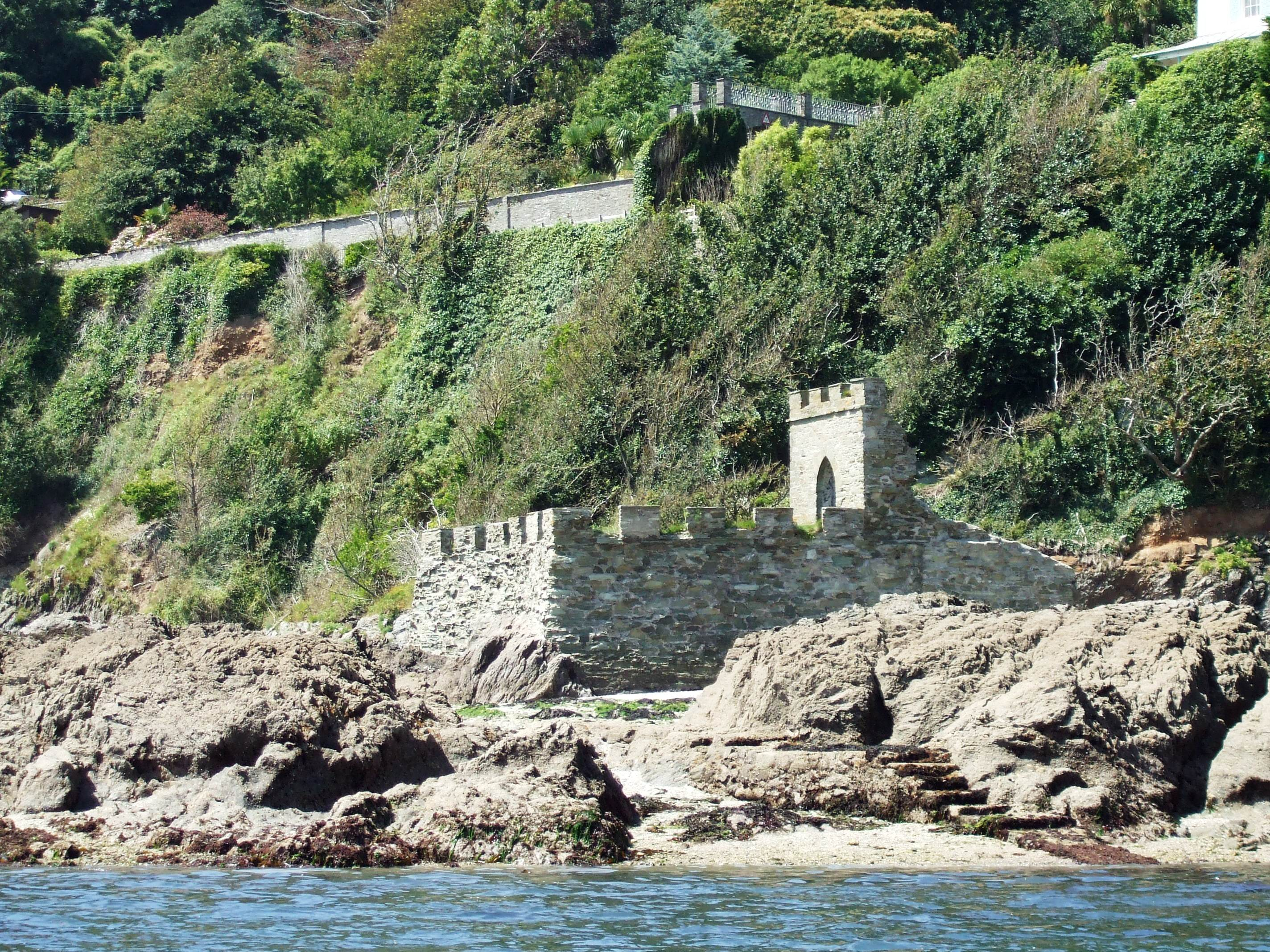
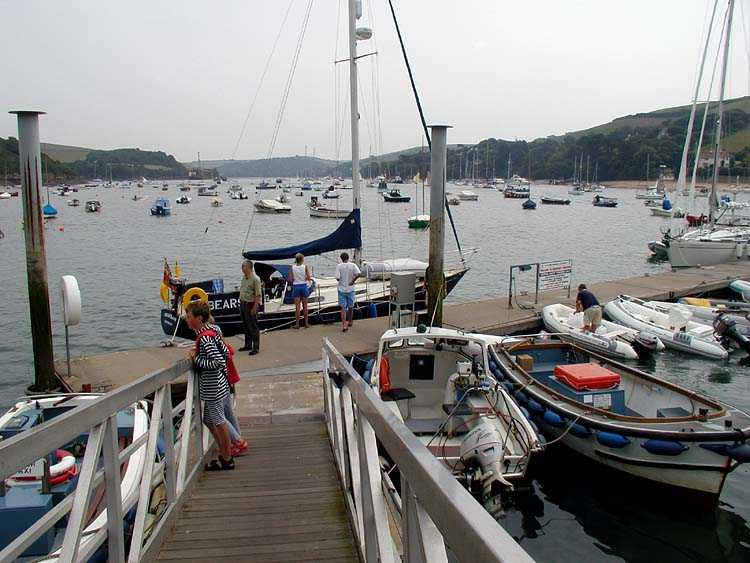
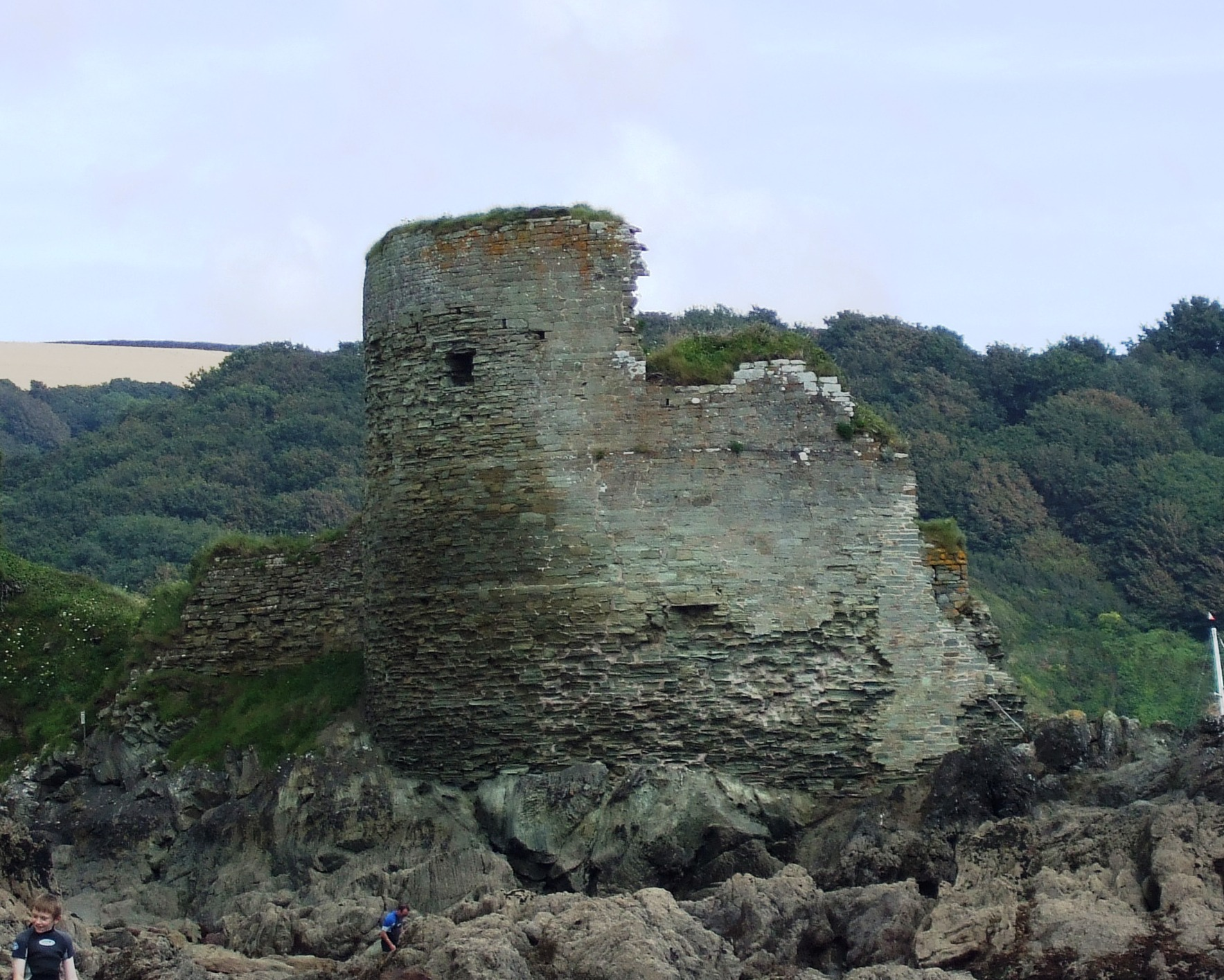
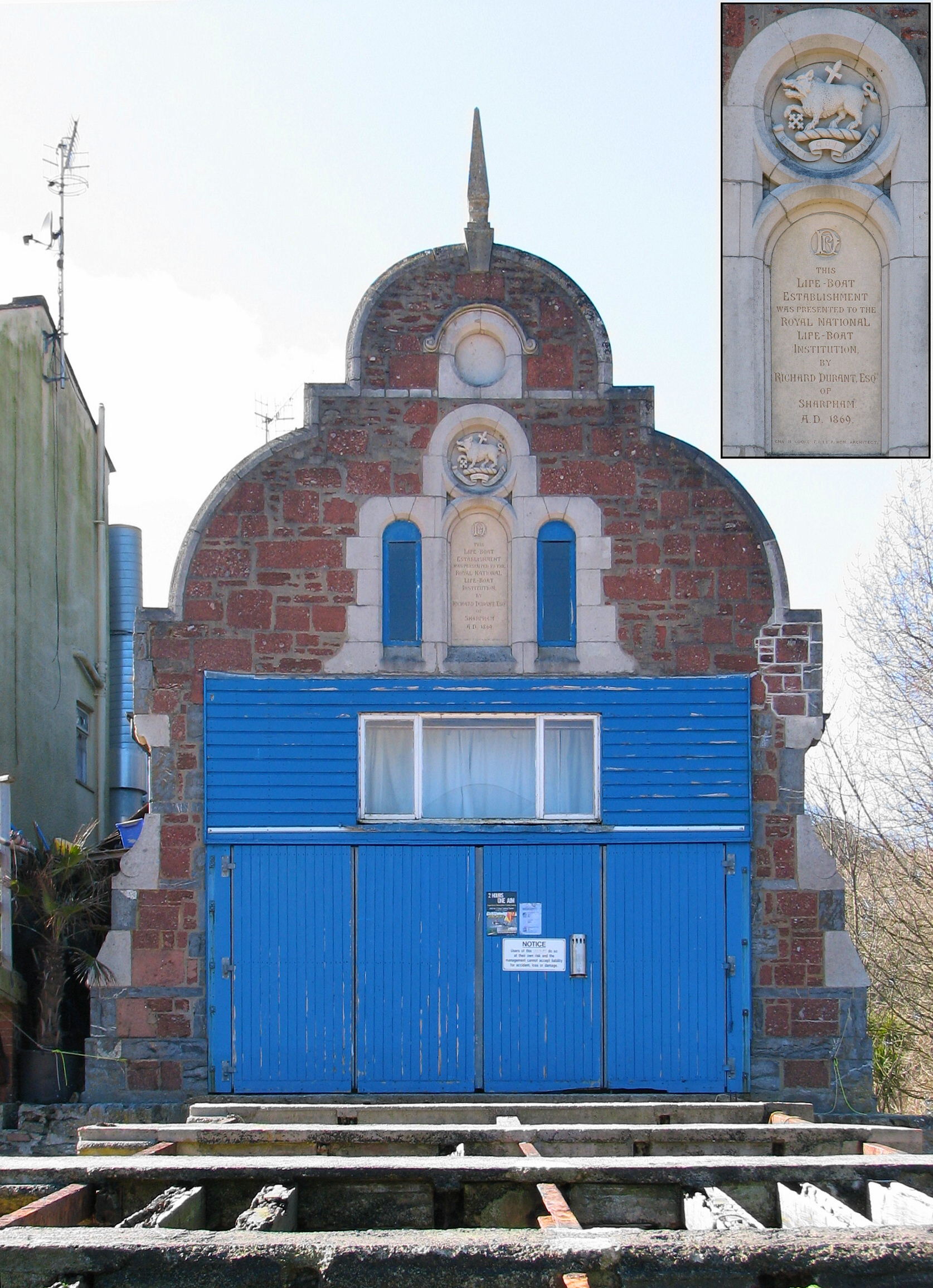

## خصوصیات
سالکومب ۱٬۸۹۳ نفر جمعیت دارد.